# Carles Lamelo
Carles Lamelo Varela (Barcelona, 5 de abril de 1983) es un periodista y locutor de radio y televisión español.

## Biografía
Inicia su trayectoria en los medios de comunicación como locutor de la desaparecida Sants-Montjuïc Ràdio a los 16 años. Tras colaborar con Barcelona Televisió (Betevé) y Ràdio Ciutat Vella, trabaja en Ràdio 4 (RNE) y Catalunya Cultura, de Catalunya Ràdio. 
En 2004 empieza a trabajar en Onda Cero como productor del programa Això no és tot con Eduard Buil y en los Servicios Informativos. Ha presentado diversos programas de emisión estatal como Noches de Radio, Gente Viajera o Pares y Nones. En Cataluña, ha sido presentador de diversos espacios como Notícies Vespre, Això no és tot o L'Agenda y en 2018 fue nombrado coordinador de Programas, Emisiones y Digital. En Atresmedia Radio también ha colaborado con Europa FM en el programa Levántate y Cárdenas. 
En televisión, ha sido colaborador del programa Hora Punta de TVE-1 y guionista del programa TVE  propis de La 2 de TVE Cataluña.En prensa escrita, ha sido articulista de La Vanguardia.
El licenciado en Periodismo por la Universidad Ramon Llull, en Comunicación Audiovisual por la Universidad Abierta de Cataluña y Máster en Análisis político por la UOC. Ha sido visiting researcher del Manhattan College de Nueva York y profesor en la Universidad Abad Oliva CEU (UAO), Universidad Internacional de Cataluña (UIC), Eserp y Universidad Autónoma de Barcelona (UAB). 
En 2014 publica el libro Follow Friday. Método estratégico de comunicación 2.0 y márquetin digital y en 2016 el manual Televisión social y transmedia: Nuevos paradigmas de producción y consumo televisivo. Además, ha publicado diversos artículos académicos en revistas científicas de referencia.

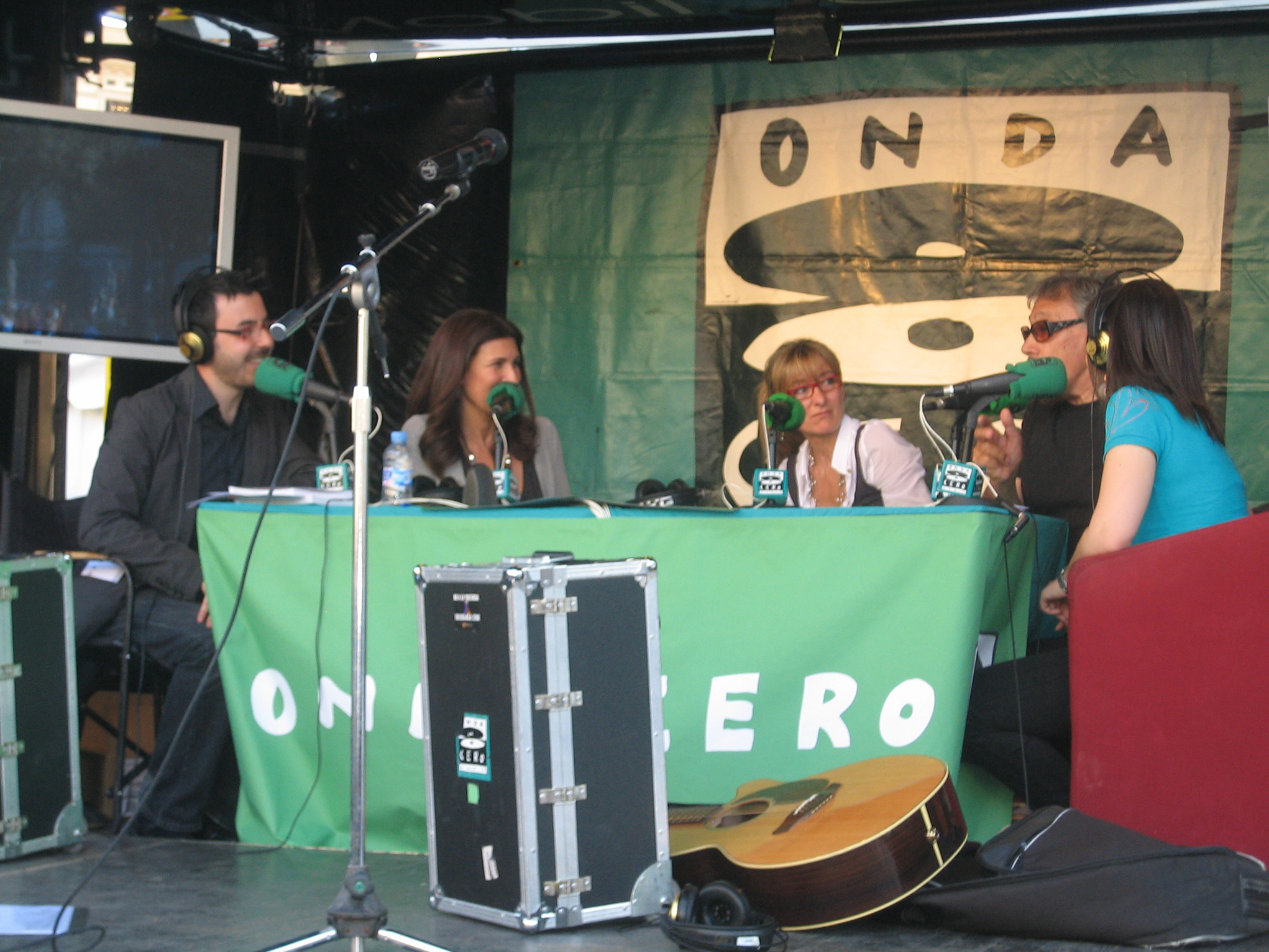
Estudio de Onda Cero en la Plaza Cataluña de Barcelona durante la Diada de Sant Jordi 2009. En la izquierda de la foto, presentando el programa L'Agenda, Carles Lamelo